# Navojna šipka
Navojna šipka ima navoj duž cijele svoje dužine. Raspoloživa je u dimenzijama promjera od 3 mm pa do 36 mm, a obično je duga jedan metar. Također postoje navojne šipke izrađene od različitih materijala kako bi se osigurala potrebna nosivost i izdržljivost na opterećenja. Navojna šipka je namijenjena za vlačna naprezanja.

## Materijal navojnih šipki
Materijal navojnih šipki se označuje na krajevima s bojom koja označuje materijal čeličnih vijaka:
- Bez oznake - razred čelika 4.6
- Žuta - razred čelika 8.8
- Zelena - A2 nehrđajući čelik (304)
- Crvena - A4 nehrđajući čelik (316)
- Bijela - razred čelika 10.9